# لويز ليكسبورغ
لويز ليكسبورغ (بالدنماركية: Louise Lyksborg)‏ مواليد 17 يناير 1988 في هيليرود، هي لاعبة كرة يد دانمركية تلعب كجناح أيمن. مثلت منتخب الدنمارك لكرة اليد للسيدات.

## سجل المنافسة
شاركت في البطولات التالية:
- بطولة أوروبا لكرة اليد للسيدات 2012

## روابط خارجية
- لويز ليكسبورغ على موقع الاتحاد الأوروبي لكرة اليد (الإنجليزية)